# Hanna Nouri Josua
Hanna Nouri Josua (* 1956 in Beirut, Libanon) ist ein arabisch-deutscher evangelischer Theologe, Pfarrer, Gründer und bis 2021 Leiter des „Evangelischen Salam-Center“ Weissach im Tal und Autor.

## Leben und Wirken
Hanna Nouri Josua wuchs im Libanon auf, studierte zwischen 1974 und 1980 an der Amerikanischen Universität Beirut Politikwissenschaft und Geschichte des Islam sowie an der Evangelisch Theologischen Faculteit Leuven Evangelische Theologie, wo er ab 1996 als Lizenziat arbeitete und 2005 mit seiner Dissertation zum Thema „Ibrahim, der Gottesfreund. Idee und Problem einer Abrahamischen Ökumene“ promoviert wurde.
1984 erblindete er, aufgrund einer Beschädigung seiner Sehnerven im Kleinkindalter, vollständig. 1974 trat er bei den Paralympics in Berlin in den Disziplinen 5000 Meter Laufen und Freistil-Schwimmen für den Libanon an.
An der evangelischen Missionsschule der Bahnauer Bruderschaft in Unterweissach absolvierte Josua eine Ausbildung zum Diakon und Prediger und begann danach mit dem Aufbau der Ausländerseelsorge innerhalb der württembergischen Landeskirche. Er war bis 2022 Geschäftsführer des 1989 von ihm gegründeten Evangelischen Ausländerseelsorge e. V. in Weissach im Tal, der sich 2018 umbenannte in „Evangelisches Salam-Center. Verein zur Förderung deutsch-orientalischer Gemeinschaft e.V.“ Zum Salam-Center gehören vier arabische evangelische Gemeinden in Stuttgart, Heilbronn, Singen und Weißenburg (Mittelfranken). Er übersetzte die erste Auflage einer arabischen Bibel aus dem Jahr 1865 in die Blindenschrift und schuf parallel eine Neuauflage für Sehende.
1997 wurde Josua zum Pfarrer der württembergischen Landeskirche ordiniert. Unter dem Dach der Stuttgarter Stiftskirchengemeinde baute er die Arabische Evangelische Gemeinde Stuttgart auf, die damals die bundesweit erste Gemeinde für Arabisch sprechende evangelische Christen in Deutschland innerhalb einer Landeskirche war. Drei weitere Gemeinden in Singen, Karlsruhe und Heilbronn folgten. Am 17. Oktober 2021 wurde Josua in den Ruhestand verabschiedet.
Josua ist Mitglied im Arbeitskreis Islam der Deutschen Evangelischen Allianz, dessen Vertreter in der Konferenz für Islamfragen der EKD sowie Mitglied der International Association for Mission Studies. Er ist Gastdozent am „Jordan Evangelical Theological Seminary“ (JETS) in Amman/Jordanien, Leiter der arabischen Telefonseelsorge des Fernsehsenders SAT-7 für Deutschland und Leiter der Evangelischen Ausländerseelsorge.
Seit 1980 lebt Josua in Deutschland, wollte ursprünglich nur für wenige Jahre dem Bürgerkrieg in seiner libanesischen Heimat entfliehen und für die Dauer eines Bibelübersetzungsprojekts bleiben. Hier hat er seine Frau Heidi kennengelernt und ist geblieben. Sie ist eine württembergische Orientalistin, mit der er seit 1982 verheiratet ist. Das Paar hat fünf Kinder und wohnt in Backnang.

## Auszeichnungen
- 2011: Hoffnungsträger-Preis zusammen mit seiner Frau Heidi.[13]
- 2017: Johann-Tobias-Beck-Preis für seine Promotionsschrift als Studie zur Abrahamischen Ökumene.[14]

## Veröffentlichungen
- Allein der Gekreuzigte. Das Kreuz im Spannungsfeld zwischen Christentum und Islam (als Hrsg.), Hänssler Verlag, Holzgerlingen 2002, ISBN 978-3-7751-3939-7.
- Ibrahim, der Gottesfreund. Idee und Problem einer Abrahamischen Ökumene (zugl. Dissertation, Evangelische Theologische Faculteit in Leuven/Belgien, 2005), Mohr Siebeck, Tübingen 2016, ISBN 978-3-16-150145-6.
- Die Muslime und der Islam. Wer oder was gehört zu Deutschland?, Evangelische Verlagsanstalt, Leipzig 2019, ISBN 978-3-374-05871-6.
- mit Heidi Josua: Weihnachten und Muslime: Impulse zum interreligiösen Dialog, Evangelische Verlagsanstalt, Leipzig 2022, ISBN 978-3-374-06904-0.